# Frankenhalle
Die 1984 eingeweihte Nürnberger Frankenhalle ist Teil der Messe Nürnberg („NCC Nürnberg ConventionCenter“).
Die Halle bietet eine Plenarkapazität für bis zu 5.000 Besucher. Das multifunktionale Nutzungskonzept – durch die variable Architektur der einfahrbaren Teleskop-Tribünen – zeichnen die Nürnberger Frankenhalle als Veranstaltungsort für Kongresse, Messen, Ausstellungen oder Konzerte aus.
Das Foyer der Eingangshalle des Architekten Heinz Seipel mit einer Medieninstallation des Berliner Künstlers Stefan Krüskemper dient dem Empfang bei Veranstaltungen und stellt die Verbindung zwischen Eingang Mitte und dem Westflügel der Messe Nürnberg her.